# HMCS Spikenard (K198)
HMCS Spikenard (K198) je bila korveta razreda flower, ki je bila operativna pod zastavo Kraljeve kanadske vojne mornarice med drugo svetovno vojno.

## Zgodovina
Zgrajena je bila po naročilu Kraljeve vojne mornarice, kot HMS Spikenard (K198) in splovljena 10. avgusta 1940. 15. maja 1941, še preden je bila korveta dokončno opremljena, so jo predali Kraljevi kanadski vojni mornarici.
Med drugo svetovno vojno je spremljala konvoje na atlantiku. Potopljena je bila 10. februarja 1942 ponoči, ko jo je torpedirala nemška podmornica U-136, pri čemer je preživelo samo osem članov posadke.